# Сосновка (Уренский район)
Сосновка — опустевший посёлок в Уренском районе Нижегородской области. Входит в городское поселение город Урень.

## География
Находится на расстоянии примерно 7 километров по прямой на юг от районного центра города Урень.

## История
Основан в начале 1940-х годов для обеспечения лесозаготовок силами немецких военнопленных. В поселке было до 100 хозяйств, дома барачного типа. Имелась начальная школа, клуб, библиотека, больница и магазин. Работал участок Уренского леспромхоза, ликвидирован в 1960-е годы из-за истощения сырьевой базы. В 1960—1979 размещался психоневрологический дом-интернат. В 2002 году поселок сгорел и прекратил существование.

## Население
Постоянное население не было учтено как в 2002 году, так и в 2010.